# ミロン1世・ド・モンレリ
ミロン1世・ド・モンレリ（Milon Ier de Montlhéry, ? - 1102年）は、モンレリ領主（在位：1095年 - 1102年）。ギー1世・ド・モンレリとオディエルヌ・ド・ゴメッツの息子。
ミロン1世の最初の妻については不明である。2番目の妻はウー伯・ソワソン伯ギヨーム・ビュザックの娘でトロワ女副伯のリトリュイーズ（1084年頃 - 1118年）であった。2人の間には少なくとも9子が生まれた。
- ギー2世（1109年没） - モンレリ領主[3]
- ティボー
- ミロン2世（1118年没） - モンレリ領主、ブレ領主、トロワ副伯[4]
- アデライード
- エリザベート（イザベル） - ティボー・ド・ダンピエールと結婚。ギー1世・ド・ダンピエールの母[5]。
- エメリーヌ（1121年没） - ブロイエ領主ユーグ2世・バルドゥルと結婚[6]
- ルノー - トロワ司教（1121年 - 1122年）[6]
- マルグリット - サンス副伯マナセと結婚

ミロン1世は、1100年ごろの第1回十字軍の第2波に、弟ギー1世とともにランゴバルド部隊に参加した。ミロン1世は「ストレスで心が折れ」「体力がまったくなくなって」十字軍から帰還したという。